# Battaglia di Vienna
La battaglia di Vienna (in tedesco Schlacht am Kahlenberg, "Battaglia di Kahlenberg"; in polacco Bitwa pod Wiedniem; in turco İkinci Viyana Kuşatması, "Secondo assedio di Vienna") ebbe luogo tra l'11 e il 12 settembre 1683 e fu l'atto finale del secondo assedio ottomano di Vienna; fu combattuta dalle truppe alleate polacche, austriache e tedesche comandate da Giovanni III Sobieski contro l'esercito ottomano comandato da Kara Mustafa Pascià. L'assedio durava dal 14 luglio precedente, quando un numero variabile tra 150000 e 300000 militari ottomani avevano circondato la capitale austriaca.
L'imperatore Leopoldo I si era rifugiato a Passavia, da cui dirigeva l'attività diplomatica (sostenuto dalla diplomazia di papa Innocenzo XI) indispensabile per tenere unito un esercito variegato in un momento tanto drammatico; di conseguenza i capi militari della città non esitarono a conferire a Sobieski il comando dell'esercito così composto:
- 30 000 polacchi al comando di Giovanni III Sobieski con circa 5 000 ussari alati, l'élite dell'esercito polacco;
- 18 500 austriaci, toscani, veneziani e mantovani, al comando di Carlo V duca di Lorena e di Eugenio di Savoia;
- 19 000 franconi, svevi e bavaresi, al comando di Giorgio Federico di Waldeck;
- 9 000 sassoni, al comando di Giovanni Giorgio III di Sassonia.

In tutto quindi le forze europee contavano su circa 75 000 uomini, contro 150 000/200 000 ottomani che avevano invaso l'Austria. La maggior parte di essi, tuttavia, non si trovava a Vienna il giorno della battaglia.
Le forze cristiane, appena arrivate, conoscevano malissimo il territorio, mentre i soldati all'interno della città erano mal ridotti a causa dei due mesi d'assedio. Buona parte dell'esercito ottomano aveva comunque una scarsissima preparazione militare, e alcuni loro contingenti (come i tatari e i magiari) parteciparono solo in maniera indiretta alla battaglia e all'assedio, limitandosi a saccheggiare i territori circostanti e a compiere incursioni. Durante la battaglia l'esercito ottomano non si riunì, ma inviò un corpo ad affrontare i polacco-imperiali, mentre altre truppe continuavano ad assediare la città.
In pratica la battaglia fu uno scontro fra i polacchi e la parte militarmente più addestrata dell'esercito del Gran Visir, che si trovò a combattere in condizioni di rilevante inferiorità e di stanchezza, dato che combatteva da giugno contro la guarnigione di Vienna ed era stato indebolito da diverse epidemie, soprattutto di dissenteria. La maggior parte dell'esercito ottomano era partita per la guerra nell'autunno dell'anno precedente, con marce che avevano avuto inizio in Crimea, Valacchia, Mesopotamia, Armenia, o dalla stessa Costantinopoli.
La sconfitta ottomana fu l'evento scatenante della guerra austro-turca, conclusasi formalmente con la successiva firma del trattato di Carlowitz (1699). A seguito di tale vittoria, gli Stati europei ripristinarono la loro sovranità su gran parte dei territori dell'Europa orientale conquistati nei due secoli precedenti dagli Ottomani, per i quali l'evento segnò invece la fine della stagione dell'espansionismo.

## L'assedio
Il grosso dell'esercito ottomano investì Vienna ed i suoi difensori il 14 luglio. Il conte Ernst Rüdiger von Starhemberg, capo delle truppe superstiti (circa 20 000 uomini) rifiutò di arrendersi e si chiuse dentro le mura della città. La corte imperiale e gli ambasciatori presenti, presi dal panico, si diedero alla fuga. Drappelli di Tatari, talvolta di soli 3 o 4 uomini, arrivarono a 80 chilometri ad ovest di Vienna, saccheggiando e disturbando le comunicazioni, incendiando villaggi e fienili, radunandosi e disperdendosi a seconda delle condizioni locali, e diffondendo il panico secondo la più consolidata tradizione mongola.
I difensori avevano abbattuto le case che circondavano la città, in modo da non lasciare alcun riparo per chiunque si avvicinasse alle mura, anche se i lavori erano stati affrettati e mal eseguiti. Kara Mustafa Pascià risolse il problema facendo scavare profonde trincee che dal campo ottomano si diramavano fino alle mura, limitando così di molto il numero di batterie viennesi in grado di colpire i soldati che si avvicinavano.
Dato che le mura della città erano molto solide ed i cannoni ottomani piuttosto vetusti ed inefficaci, gli assedianti pensarono bene di minare le mura — come avevano già fatto a Candia contro i Veneziani — anziché distruggerle a cannonate. Le trincee furono così prolungate fin sotto le mura dove vennero poste le cariche esplosive. L'artiglieria d'assedio ottomana era di qualità appena sufficiente, scarsa e scadente quella campale da utilizzare in supporto, al contrario gli ingegneri turchi avevano una grande abilità sia nella guerra di mina e contromina, sia nello scavo delle trincee di approccio.
Un po' alla volta i lavori d'assedio ottomani distrussero le difese situate posteriormente al palazzo imperiale e al bastione Bug: il rivellino antistante fu completamente distrutto con più mine, ambedue i bastioni presso il torrente Wien furono rovinati sullo spigolo e notevolmente danneggiati in vari punti, mentre il muro tra i due bastioni venne ulteriormente indebolito. Quando l'esercito di soccorso raggiunse la città danubiana rimanevano ormai pochi giorni di tempo previsti prima dello sfondamento. Tuttavia la difesa asburgica fu molto aggressiva ed efficiente — almeno in superficie —, riuscendo a rallentare notevolmente i lavori d'approccio; di contro gli austriaci fecero molta fatica ad operare delle contromine. Inoltre la calura estiva e la concentrazione di civili e militari nella città causò, com'era sperato dai turchi, un'epidemia di dissenteria, che però si diffuse anche tra gli assedianti.
Kara Mustafa non aveva però messo in conto che Leopoldo I a Passavia aveva ormai concluso l'accordo con i suoi alleati, tra cui spiccava Sobieski e la sua potentissima cavalleria composta da Ussari alati di Polonia, che si preparava infatti a marciare verso Vienna. Va infatti ricordato che Kara Mustafa era tranquillo, in quanto la maggior potenza continentale dell'epoca, la Francia di Luigi XIV, sperava in un ulteriore indebolimento dell'Austria, in vista di una possibile espansione verso ovest. L'intransigente posizione papale contribuì a disinnescare questo rischio, spingendo al contrario Luigi XIV a inviare una squadra navale contro Algeri per dimostrare la sua cattolicità.
L'assedio fu ovviamente durissimo, con malattie, fame e morte all'ordine del giorno. Ormai il destino della città era segnato, e i Turchi aspettavano solo di penetrarvi, anche se loro stessi non sapevano se saccheggiare "la mela d'oro" (soprannome turco di Vienna) e passare lì l'inverno, oppure conquistarla ed annettere così l'Austria orientale al loro impero. Carlo V di Lorena e i suoi uomini compirono numerosi movimenti in appoggio alla capitale, disturbando — assieme alle sortite delle fortezze rimaste isolate alla frontiera — i rifornimenti ottomani. Le truppe austriache, molto esigue numericamente, furono subito fronteggiate dagli ungheresi di Imre Thököly, alleati dei Turchi, ma in svariati scontri ebbero la meglio, costringendo gli Ungheresi alla ritirata.
Kara Mustafa, compreso l'acuirsi delle difficoltà dell'impresa, diede ordine di procedere alla distruzione delle mura e di prepararsi all'assalto finale, rinunciando a inseguire il duca di Lorena che nel frattempo si era allontanato dalla città. La situazione pareva di nuovo volgere a favore degli assedianti in quanto le mura poco a poco si assottigliavano erose dalle mine turche. Prevedendo l'imminente apertura di una breccia nelle mura, i viennesi si prepararono al combattimento strada per strada. Nonostante le richieste da parte dei giannizzeri e dai generali turchi, Kara Mustafa decise di non fortificare il campo con bastioni di terra e legno, ritenendo che non si potessero togliere genieri, manodopera e legname alla costruzione di trincee d'approccio.

## I preparativi
La situazione era a questo punto più che caotica. Da un lato turchi ancora superiori numericamente ma preoccupati dall'arrivo di Carlo di Lorena e soprattutto resi perplessi dall'arrivo, ormai imminente, del grosso dei rinforzi, di cui ignoravano ancora l'entità, di cui si era sparsa la notizia. Dall'altro i viennesi che sentivano la morsa stringersi su di loro, con poche informazioni che giungevano in città tramite spie che riuscivano a passare lo schieramento turco, certi ormai dell'esito infausto che li aspettava. Infine lo stesso duca di Lorena, che aspettava Sobieski (cui nel frattempo si erano uniti la maggior parte dei rinforzi inviati dai principi tedeschi) era indeciso sulla strategia da adottare, sulla tempistica (era propenso ad un attacco immediato, anche prima che i rinforzi fossero arrivati, ma fu trattenuto dall'Imperatore) e in disaccordo con quasi tutti i suoi ufficiali superiori.

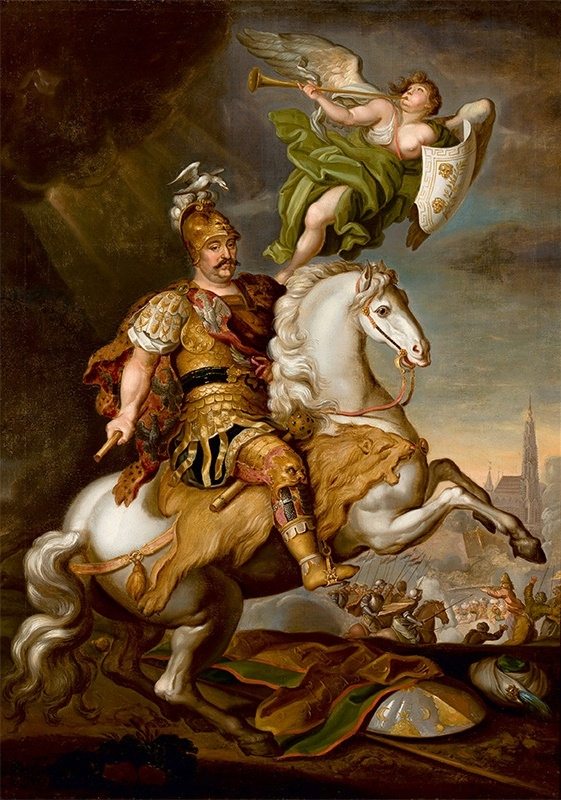
Giovanni III Sobieski

Finalmente Sobieski varcò il Danubio il 6 settembre su un ponte di barche costruito dagli imperiali a Tulln, 30 km da Vienna, e fu subito posto a comando dell'ormai formidabile armata che si era riunita. Sobieski dimostrò in quell'occasione una lungimiranza assai rara per i re dell'epoca. Infatti l'aiuto che gli chiese Leopoldo I non portava nulla al regno di Polonia che in quegli anni era impegnato in lotte altrettanto crude con i vicini Regno di Svezia e Impero russo. Egli accettò poiché aveva capito che la caduta di Vienna avrebbe spalancato ai turchi le porte della Germania, ancora devastata dalla recente guerra dei trent'anni e dalla pestilenza del 1679; e una volta in Germania, nessuno avrebbe potuto fermare l'espansionismo ottomano. Inoltre gli Ottomani erano nemici anche dei polacchi, e la presenza dei turchi nel cuore dell'Europa avrebbe interrotto le vie commerciali che giungevano in Polonia. Soprattutto il re polacco voleva imporre il suo prestigio all'interno ed all'esterno della sua nazione, e cercava di rendere possibile l'elezione al trono di suo figlio (il trono polacco era elettivo) e la stabilizzazione dell'esercito permanente.
Non altrettanta lungimiranza mostrò Kara Mustafa, che anzi non fece nulla per motivare il suo esercito e fidelizzare le truppe non turche che ne componevano la gran parte. Addirittura il Khan di Crimea, esitò quando ebbe l'occasione di attaccare la cavalleria pesante di Sobieski quando questa si trovava sulle colline a nord di Vienna, cioè in una situazione di estrema vulnerabilità. E non fu l'unico caso di divisione interna nel fronte turco. Infatti Kara Mustafa rappresentava una fazione di corte, ostile ai giannizzeri, ai dervisci, e a tutti i movimenti dei musulmani tolleranti e eterodossi; gli eterodossi però formavano una buona percentuale dei migliori elementi dell'esercito, e la quasi totalità dei giannizzeri, e riuscivano ad avere le simpatie di molti cristiani soprattutto dei nobili ungheresi protestanti e degli ortodossi rumeni (che preferivano la tolleranza degli ottomani all'inflessibilità controriformistica austriaca). Inoltre molti dei più importanti generali ottomani, come Ibrahim di Buda, veterani di molte campagne e di grande ascendente sulle truppe, erano stati contrari all'impresa sin dal principio, avrebbero preferito una campagna limitata alla conquista di alcune fortezze di frontiera, oppure erano stati contrari alla guerra sin dal principio.
Il principato di Valacchia aveva sempre dimostrato un atteggiamento ambivalente verso i nemici cristiani dei turchi, e le truppe valacche si ritirarono in parte nei giorni precedenti alla battaglia, sia ufficialmente (con scuse varie), sia individualmente e alla chetichella disertando in maniera troppo sistematica perché non fosse possibile indovinare precisi ordini.
Un altro errore fu quello di non fortificare le colline a nord di Vienna, lasciando così praticamente indifesi i passi ed i passaggi che dal Nord conducono alla città, interamente costruita sulla riva Sud del Danubio. Bastò agli alleati ricostruire un ponte di barche nei pressi di un ponte che i turchi avevano distrutto.
Le forze della Lega Santa si riunirono così l'11 settembre sul Monte Calvo (Kahlenberg), pronte alla resa dei conti con gli ottomani. Nelle prime ore del mattino del 12 venne celebrata la Messa e la tradizione tramanda che Sobieski in persona prestò il proprio servizio all'altare.

## La battaglia
La battaglia ebbe inizio all'alba, subito dopo la messa celebrata da Marco d'Aviano. Furono i Turchi ad aprire le ostilità nel tentativo di interrompere il dispiegamento di forze che la lega santa stava ancora ultimando. Carlo di Lorena ed i tedeschi rintuzzarono l'attacco in attesa che Sobieski ed i suoi fossero pronti.
Kara Mustafa ancora una volta rinunciò ad ingaggiar battaglia sperando di riuscire a entrare in Vienna in extremis, lasciando così altro tempo alle forze cristiane di ultimare il dispiegamento. Ma ormai le sorti volgevano decisamente in favore degli occidentali, e addirittura gli assediati, galvanizzati dall'arrivo dei rinforzi, attaccavano le file turche. La battaglia era cominciata, furibonda come e più del previsto. I turchi pagarono subito l'errore di non essersi preparati a difendersi dalle forze provenienti dal nord, trovandosi di fatto con l'élite dell'esercito (i Giannizzeri) schierata dove non serviva, cioè presso le mura che erano ancora in piedi, e le retroguardie difese solo da truppe poco preparate. A questo punto Kara Mustafa capì che la battaglia era persa, e tentò con tutte le forze di vendere cara la pelle, cioè prendere Vienna, complicando così di molto i piani della Lega Santa e soprattutto infliggendole lo smacco di entrare in città proprio mentre la battaglia volgeva a favore dei cristiani. Inoltre i generali turchi si resero conto degli errori tattici che stava compiendo Kara Mustafa, dando così il giusto peso alle sue direttive. Molti di loro intervennero in maniera corretta per approfittare delle falle nell'attacco cristiano, per altro mal condotto e mal organizzato, dal momento che nessuno dei generali cristiani era abituato a muovere eserciti così grossi formati da una coalizione eterogenea per lingua e religione, e privi di un comando centrale organizzato. Tuttavia le controffensive turche fallirono una dopo l'altra: se gli assalti si rivelavano infatti ben azzeccati e ben diretti, d'altro canto la mancanza di riserve, il caos nelle retrovie e l'assenza di ordini fecero sì che i turchi vittoriosi si ritrovassero circondati e finissero con l'essere eliminati un po' alla volta in scontri molto violenti e molto confusi.
Ma ancora l'esercito cristiano non aveva giocato la sua carta più forte: la cavalleria polacca. Nel tardo pomeriggio dopo aver seguito dalla collina l'andamento dello scontro 4 corpi di cavalleria (1 tedesca e 3 polacche) scesero all'attacco a passo di carica. L'attacco fu condotto da Sobieski in persona e dai suoi 3000 Ussari.
La carica sbaragliò definitivamente l'esercito turco, mentre gli assediati uscirono dalle mura per raggiungere i rinforzi che già inseguivano gli ottomani in rotta. Il cronista turco Mehmed, der Silihdar così commentò l'arrivo dell'armata del Sobieski:

(Mehmed, der Silihdar, così da Richard F. Kreutel, Karamustapha vor Wien. Das türkische Tagebuch der Belagerung (Graz 1955))
La battaglia di Vienna vide anche l'esordio in combattimento di un futuro, grande condottiero: Eugenio di Savoia.
È storicamente provato che un notevole contributo alla vittoria di Sobieski fu arrecato dal graduato polacco Jerzy Franciszek Kulczycki, che svolse attività di spionaggio trafficando con i turchi in sacchi di caffè, ma in realtà fornendo al comando polacco notizie sulla dislocazione delle truppe turche e sui loro movimenti. Finito l'assedio Jan III lo ricompensò con una scritta sul suo stemma di famiglia: Salus Vienna Tua, nonché donandogli tutto il caffè abbandonato dalle truppe ottomane.

## Esito
Gli ottomani persero circa 45000 uomini tra assedio e battaglia, a fronte dei 15000 della coalizione occidentale, che recuperò anche una gran parte del bottino accumulato dagli ottomani nel corso delle loro scorrerie nei Balcani.
Poiché fu la cavalleria polacca la prima ad entrare nel campo turco si crearono non pochi malumori con i tedeschi, visto che il bottino raccolto in quell'occasione non fu diviso.
Il saccheggio degli accampamenti periferici turchi (posti in ogni direzione attorno alla capitale) stemperò gli animi.
Comunque sia il Principe Elettore di Sassonia che quello di Baviera lasciarono Vienna dopo pochi giorni, il primo senza partecipare all'inseguimento degli ottomani in ritirata.
Con il bronzo dei cannoni vinti ai turchi fu realizzata nel 1711 una grande campana del peso di 21 tonnellate, installata nel Duomo di Vienna.

## Risvolti religiosi
Come già per le battaglie di Poitiers e di Lepanto, quella di Vienna assunse una profonda valenza religiosa. Come visto in precedenza, nelle prime ore del mattino del giorno della battaglia venne celebrata la Messa e, secondo la tradizione, Sobieski in persona prestò il proprio servizio all'altare.
Innocenzo XI, per ringraziare la Vergine della vittoria contro gli Ottomani, proclamò la festa del Santissimo Nome di Maria il 12 settembre. 
Il protagonista di questa vittoria, oltre al re polacco Sobieski, fu anche il frate cappuccino Marco d'Aviano. Fu incaricato dal Papa Innocenzo XI, nella primavera del 1683, di sollecitare i regnanti cattolici ad allearsi in una Lega Santa per contrastare l'avanzata turca. Fu l'instancabile opera di mediazione del frate che portò i sovrani europei ad affidare il comando della Lega al Sobieski. Nei due mesi di assedio, Marco d'Aviano incoraggiò e confortò i soldati e il popolo viennese, esortandoli ad affidarsi alla Madonna e invocando da Lei la salvezza mediante la preghiera del Rosario.

## Conseguenze

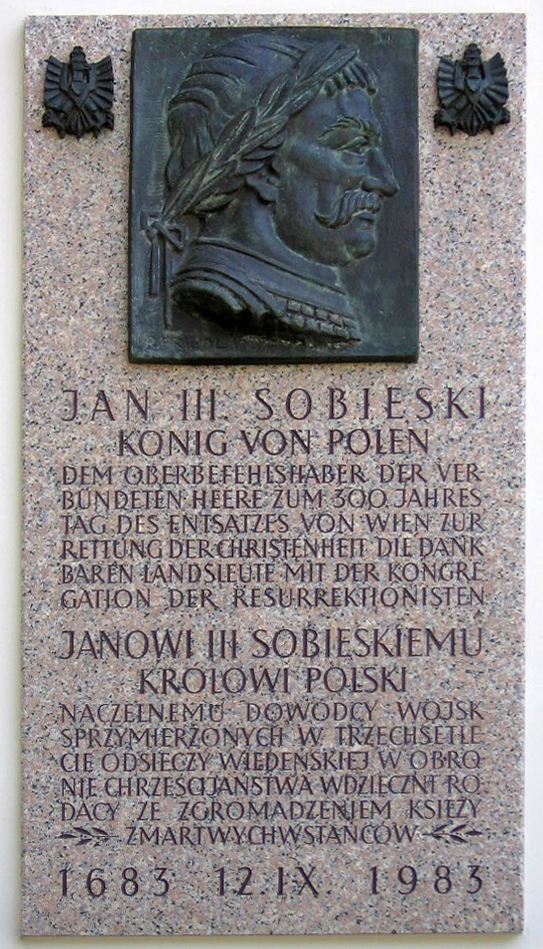
Lapide commemorativa del contributo decisivo dell'Esercito polacco alla Battaglia di Vienna.

La battaglia rappresentò il punto di svolta, a favore degli europei, delle guerre ottomano-asburgiche. Infatti non solo segnò l'arresto della spinta espansionistica ottomana in Europa, ma anche l'inizio della loro estromissione dai Balcani: poco dopo infatti gli austriaci occuparono l'Ungheria e la Transilvania, firmando quindi nel 1699 la pace coi turchi (Trattato di Carlowitz).
Kara Mustafa pagò con la vita i suoi errori strategici e soprattutto tattici: il 25 dicembre successivo, per ordine del Sultano Mehmed IV, fu strangolato a Belgrado, che a sua volta si apprestava a capitolare.
Subito prima aveva fatto impiccare Ibrahim di Buda, privando così i turchi dell'unico generale che sarebbe riuscito a gestire la ritirata.
Luigi XIV ottenne due conseguenze positive dall'invasione turca, sul breve periodo lui e i suoi alleati tedeschi (in particolar modo il Brandeburgo-Prussia) riuscirono ad espandersi territorialmente, in Alsazia, Lussemburgo, ecc.
In secondo luogo la politica austriaca dei successivi decenni guardò ai Balcani e all'Ungheria come campo di battaglia privilegiato, anche perché la sconfitta ottomana sotto Vienna aveva indebolito notevolmente un sistema militare fino a quel momento apparentemente invincibile, quindi la tradizionale politica di sostegno degli austriaci alla Spagna nelle Fiandre e nella Germania occidentale venne accantonata, permettendo alla Francia di spadroneggiare e ponendo l'Olanda in un pericoloso isolamento.
Queste vittorie ebbero come conseguenza un ulteriore inasprimento dei rapporti tra la Francia ed alcuni principi tedeschi, inasprimento che pochi anni dopo sfociò nella Guerra della Lega di Augusta, che costrinse anche l'Austria a rivolgersi nuovamente ad occidente.

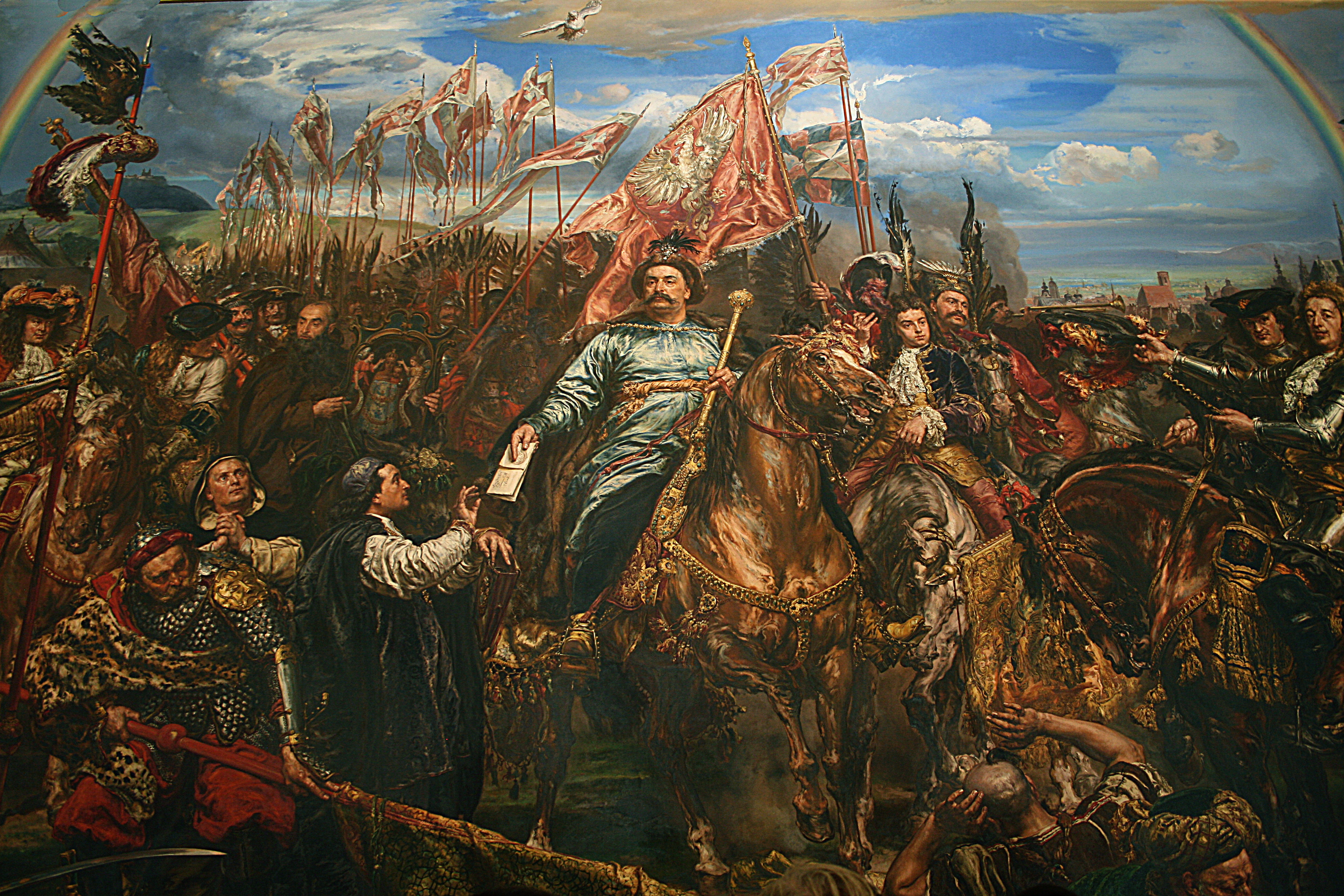
Sobieski manda al Papa il messaggio della vittoria dipinto di Jan Matejko

Sobieski fu riconosciuto come l'eroe della battaglia, e una chiesa fu eretta sul Monte Calvo in onore del re polacco.
Sul piano diplomatico le conseguenze della battaglia furono tutt'altro che positive: la vittoria sul nemico comune fu seguita da liti, ripicche, veti, rivalità personali, e la mancanza di un obbiettivo strategico comune, visto che la conquista dell'Ungheria avrebbe rafforzato la sola Austria, obiettivo che non poteva essere condiviso dai principi tedeschi e dai polacchi. Dell'indebolimento degli Ottomani si giovarono anche Russia, finora estranea, e Venezia (quest'ultima aveva aderito alla Lega Santa).
Viceversa a partire da questa guerra i giannizzeri iniziarono a diventare indisciplinati e riottosi, già da 60 anni non condividevano la politica del governo, che per ridurre il loro peso li inviava in guerre esterne dove sperava fossero massacrati. Questo tipo di comportamento venne sempre più considerato come inaccettabile, e i giannizzeri si trovarono coinvolti in decine di complotti (per lo più velleitari) contro il sultano.
Contemporaneamente gli enormi sforzi finanziari che l'impero ottomano fu costretto a sostenere per difendersi dall'Austria iniziarono a danneggiare sempre più gravemente l'economia (già compromessa) dei Balcani, l'alta fiscalità era stata talvolta accettata nel primo seicento perché l'Impero ottomano voleva dire pace e commercio; adesso la guerra arrivava fino ai confini dell'Albania e della Bulgaria, e le tasse continuavano a salire, i cristiani (in particolar modo gli armeni e i cattolici) venivano visti sempre più con sospetto.
Il brigantaggio, le rivolte (anche di sudditi musulmani, come gli Albanesi), e l'evasione fiscale si fecero pressanti, mentre il governo civile turco delle provincie danubiane si dimostrò o poco efficiente o molto corrotto rispetto a quello austriaco, (che però rimaneva meno tollerante dal punto di vista religioso) e tutto sommato anche del governo russo (un polo d'attrazione irresistibile per le popolazioni slave e greco ortodosse).
La situazione politica balcanica, già in crisi dal primo seicento, continuò a peggiorare, e sarebbe rimasta esplosiva ed instabile fino ai giorni nostri, malgrado momentanee calme.

## Nella cultura di massa

### Nella musica
Il gruppo svedese Sabaton ha dedicato alla battaglia una canzone, intitolata "Winged Hussars".

### Nella letteratura italiana
La battaglia ispirò anche molte opere letterarie. Si possono citare:
- Antonio Mangelli, forlivese, accademico filergita, La gloria rediviva dell'Armi Cesaree, e Polacche, contro la Potenza del Turco, con la sconfitta totale dell'Esercito che assediava Vienna l'anno 1683. Ode pindarica (1683).
- Vincenzo da Filicaia, fiorentino, Canzoni in occasione dell’assedio e liberazione di Vienna (1684).

## Leggende e ipotesi

### L'invenzione del croissant
Secondo alcune leggende culinarie la forma dei croissant è stata ideata dopo l'assedio dai pasticcieri viennesi, ispirati dalle insegne ottomane che recano la mezzaluna (ancora oggi, del resto, presente nella bandiera turca), a celebrazione dello scampato pericolo. In realtà il termine Croissant risale al XIX secolo e risale alla diffusione delle Viennoiserie in Francia (pasticceria di origine viennese). In particolare il croissant è il discendente del kipferl, un dolce austriaco che risale perlomeno al XIII secolo.

### Il cappuccino
Un'altra tradizione vuole che la battaglia abbia ispirato l'invenzione del cappuccino che sarebbe stato inventato, secondo alcuni, da Padre Marco d'Aviano (il frate cappuccino di origini friulane, presente alla battaglia), da cui il termine "cappuccino". Secondo altre fonti da Franciszek Jerzy Kulczycki, che aprì la prima caffetteria a Vienna, con caffè abbandonato nell'accampamento dai musulmani. Secondo la leggenda il Kulczycki aggiunse latte e miele per addolcire il gusto amaro del caffè.

### I turchi di Moena
Una leggenda narra che un soldato turco ferito e catturato nella battaglia di Vienna riuscì a scappare e a raggiungere in fin di vita la città di Moena (provincia di Trento), dove trovò rifugio e cure da parte della popolazione locale. Una volta guarite le ferite, il turco decise di rimanere a Moena, dove tuttora esiste un rione chiamato Turchia. Ogni anno ad agosto viene ricordata l'epopea del soldato ottomano durante una caratteristica festa con tutte le case imbandierate con la mezzaluna turca e personaggi in costume ottomano.

### 11 settembre 2001
È stata avanzata l'ipotesi che la data scelta da Al Qaida per compiere gli attentati dell'11 settembre 2001 possa essere considerata come una volontà di vendetta rispetto alla pesante sconfitta subita dall'esercito ottomano durante la battaglia di Vienna.

## La battaglia nella cinematografia
Nel 2012 è stato realizzato un film sulla Battaglia di Vienna: 11 settembre 1683 di Renzo Martinelli.